# Врбовець (притока Блави)
Врбовец (словац. Vrbovec) — річка в Словаччині, права притока Блави, протікає в окрузі Трнава.
Довжина приблизно 5.0-5.5 км. Витік знаходиться в масиві Малі Карпати (геоморфологічна підодиниця Брезовські Карпати); на висоті близько 280-285 метрів..
Протікає територією села Катловце. Впадає у Блаву на висоті приблизно 175-180 метрів.